# Limonia propior
Limonia propior är en tvåvingeart som beskrevs av Alexander 1963. Limonia propior ingår i släktet Limonia och familjen småharkrankar. Inga underarter finns listade i Catalogue of Life.